# 九龍巴士11K線
九龍巴士11K線是由九巴營運的一條香港九龍巴士路線，來往竹園邨及紅磡站。
自5K線於1995年取消服務後，本線成為九龍市區目前唯一一條以K為尾的東鐵綫接駁路線。

## 歷史
- 1986年1月12日：本線前身5E線投入服務。
- 1987年6月28日：更改編號為11K。
- 1999年3月8日：本線加入空調巴士行走。
- 2001年11月8日：本線由紅磡站開出後改經暢運道、都會道、紅荔道及紅磡南道，以方便引入11米三軸巴士行走。
- 2011年9月10日：本線提升至全空調服務[1]。
- 2015年12月31日：增設到站時間預報。
- 2021年11月29日：因應港鐵屯馬綫通車而被大幅調減班次，絕大部分時段削減至20-30分鐘一班[2]。

## 服務時間及班次
| 竹園邨開         | 竹園邨開    | 竹園邨開     | 紅磡站開         | 紅磡站開    | 紅磡站開     |
| 日期             | 服務時間    | 班次（分鐘） | 日期             | 服務時間    | 班次（分鐘） |
| ---------------- | ----------- | ------------ | ---------------- | ----------- | ------------ |
| 星期一至五       | 06:00-08:40 | 20           | 星期一至五       | 06:30-09:50 | 25           |
| 星期一至五       | 08:40-10:20 | 25           | 星期一至五       | 09:50-15:50 | 30           |
| 星期一至五       | 10:20-17:20 | 30           | 星期一至五       | 15:50-20:00 | 25           |
| 星期一至五       | 17;20-19:00 | 25           | 星期一至五       | 20:00-00:00 | 30           |
| 星期一至五       | 19:00-23:30 | 30           |                  |             |              |
| 星期六           | 06:00       | 06:00        | 星期六           | 06:30       | 06:30        |
| 星期六           | 06:25-13:55 | 30           | 星期六           | 06:55-12:55 | 30           |
| 星期六           | 13:55-16:00 | 25           | 星期六           | 12:55-16:15 | 25           |
| 星期六           | 16:00-23:30 | 30           | 星期六           | 16:15-16:55 | 20           |
|                  |             |              | 星期六           | 16:55-23:25 | 30           |
| 00:00            |             |              | 星期六           |             |              |
| 星期日及公眾假期 | 06:00-13:00 | 30           | 星期日及公眾假期 | 06:30-00:00 | 30           |
| 星期日及公眾假期 | 13:27       |              |                  |             |              |
| 星期日及公眾假期 | 13:55-22:55 | 30           |                  |             |              |
| 星期日及公眾假期 | 23:30       |              |                  |             |              |

## 收費
全程：$5.8
| - 本線設有12歲以下小童及65歲或以上長者半價優惠。 - 65歲或以上香港居民使用「樂悠咭」，以及12歲以下合資格殘疾兒童使用「殘疾人士身份」個人八達通繳付車資，均可享有每程$2.0或半價（以較低者為準）的票價優惠；12至64歲合資格殘疾人士使用「殘疾人士身份」個人八達通（包括「樂悠咭」），以及60至64歲香港居民使用「樂悠咭」繳付車資，均可享有每程$2.0或全費（以較低者為準）的票價優惠。 - 65歲或以上長者如使用長者或一般個人八達通繳付車資，則只可享有半價優惠；12至64歲合資格殘疾人士如不使用「殘疾人士身份」個人八達通，以及60至64歲人士如不使用「樂悠咭」繳付車資，必須繳付全費。 - 乘客可以現金或八達通於上車時付款，不設找續。 - 每位成人乘客可免費攜帶最多兩名4歲以下而不佔座位的兒童乘客乘車，超額之4歲以下小童必須繳付小童車費乘車。 - 持有「九巴月票」之乘客在車票有效期內，每日可享最多10程任何九龍巴士及龍運巴士路線（包括本路線，以及聯營路線的九龍巴士／龍運巴士提供的班次；惟乘搭機場「A」及「NA」線則可享原價二七折優惠（不會計算每天10次合資格車程））；而B1線則每日可享最多各2程（不會計算每天10次合資格車程）。 - 九龍巴士、城巴、龍運巴士及陽光巴士全職員工及家屬（不包括外判職員）可免費乘搭本路線，惟必須拍職員或職員家屬八達通。 - 乘客亦可透過多元化電子支付系統（e度嘟）繳付車資，包括使用非接觸式VISA卡、JCB卡、萬事達卡、銀聯卡、美國運通、大來國際、Discover Card、Apple Pay、Google Pay、Samsung Pay、AlipayHK「易乘碼」、支付寶、WeChatHK／微信支付「搭車碼」、銀聯雲閃付「乘車碼」及BOC Pay「乘車碼」。乘客使用此付款方式，使用此支付方式的乘客可享有中途下車之分段收費，以及與其他九巴／龍運獨營路線或聯營線九巴／龍運班次之轉乘優惠，惟不適用於與非九巴／龍運路線之轉乘優惠，亦不能享有「公共交通費用補貼計劃」及「長者及合資格殘疾人士公共交通票價優惠計劃」。 |

## 使用車輛
現時本線使用6輛富豪B9TL 12米（AVBWU）
| 車隊編號 | 車牌   |
| -------- | ------ |
| AVBWU17  | PJ5607 |
| AVBWU75  | PV4259 |
| AVBWU165 | PX9421 |
| AVBWU255 | RJ3713 |
| AVBWU282 | RK2714 |
| AVBWU285 | RK3166 |

## 行車路線

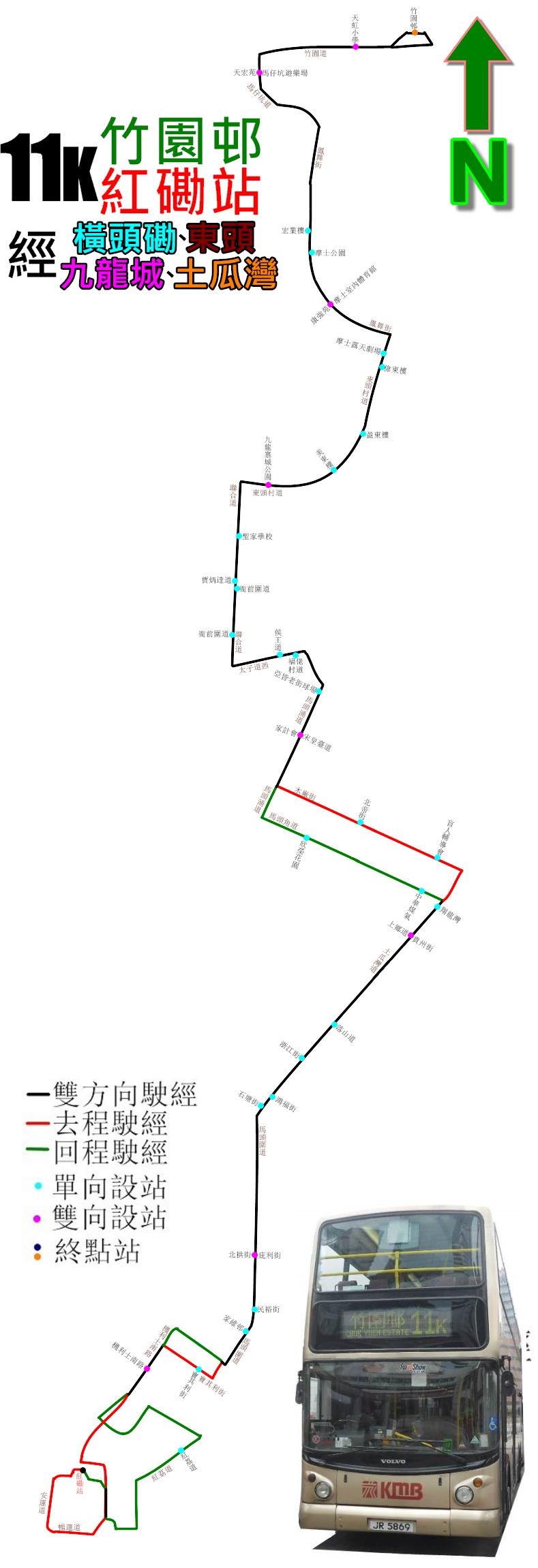
11K線的走線圖

竹園邨開經：竹園道、馬仔坑道、鳳舞街、東頭村道、聯合道、太子道西、馬頭涌道、木廠街、土瓜灣道、馬頭圍道、蕪湖街、大沽街、寶其利街、機利士南路、暢運道及安運道。
紅磡站開經：暢運道、都會道、天橋、紅荔道、紅磡南道、紅菱街、暢通道、機利士南路、蕪湖街、馬頭圍道、土瓜灣道、馬頭角道、馬頭涌道、太子道西、聯合道、東頭村道、鳳舞街、馬仔坑道及竹園道。

### 沿線車站
| 竹園邨開 | 竹園邨開       | 竹園邨開               | 紅磡站開 | 紅磡站開           | 紅磡站開               |
| 序號     | 車站名稱       | 位置                   | 序號     | 車站名稱           | 位置                   |
| -------- | -------------- | ---------------------- | -------- | ------------------ | ---------------------- |
| 1        | 竹園邨巴士總站 | 竹園邨巴士總站         | 1        | 紅磡站巴士總站     | 紅磡車站公共運輸交匯處 |
| 2        | 天虹小學       | 竹園道                 | 2        | 紅荔道             | 紅荔道                 |
| 3        | 馬仔坑遊樂場   | 馬仔坑道               | 3        | 機利士南路         | 機利士南路             |
| 4        | 摩士公園       | 鳳舞街                 | 4        | 家維邨             | 馬頭圍道               |
| 5        | 摩士公園體育館 | 鳳舞街                 | 5        | 北拱街             | 馬頭圍道               |
| 6        | 東頭邨偉東樓   | 東頭村道               | 6        | 石塘街             | 馬頭圍道               |
| 7        | 東頭邨盈東樓   | 東頭村道               | 7        | 浙江街             | 土瓜灣道               |
| 8        | 九龍寨城公園   | 東頭村道               | 8        | 上鄉道             | 土瓜灣道               |
| 9        | 嘉諾撒聖家學校 | 聯合道                 | 9        | 中華煤氣公司       | 馬頭角道               |
| 10       | 衙前圍道       | 聯合道                 | 10       | 欣榮花園           | 馬頭角道               |
| 11       | 福佬村道       | 太子道西               | 11       | 香港家庭計劃指導會 | 馬頭涌道               |
| 12       | 宋皇臺道       | 馬頭涌道               | 12       | 亞皆老街球場       | 馬頭涌道               |
| 13       | 北帝街         | 木廠街                 | 13       | 侯王道             | 太子道西               |
| 14       | 香港盲人輔導會 | 木廠街                 | 14       | 衙前圍道           | 聯合道                 |
| 15       | 翔龍灣         | 土瓜灣道               | 15       | 賈炳達道           | 聯合道                 |
| 16       | 貴州街         | 土瓜灣道               | 16       | 九龍寨城公園       | 東頭村道               |
| 17       | 落山道         | 土瓜灣道               | 17       | 東頭邨美東樓       | 東頭村道               |
| 18       | 鴻福街         | 土瓜灣道               | 18       | 摩士露天劇場       | 東頭村道               |
| 19       | 庇利街         | 馬頭圍道               | 19       | 康強苑             | 鳳舞街                 |
| 20       | 民裕街         | 馬頭圍道               | 20       | 橫頭磡邨宏業樓     | 鳳舞街                 |
| 21       | 寶其利街       | 寶其利街               | 21       | 天宏苑             | 馬仔坑道               |
| 22       | 機利士南路     | 機利士南路             | 22       | 天虹小學           | 竹園道                 |
| 23       | 紅磡站巴士總站 | 紅磡車站公共運輸交匯處 | 23       | 竹園邨巴士總站     | 竹園邨巴士總站         |

## 客量
由於竹園邨來往土瓜灣的需求有限，加上與多條路線重曡，客量只屬一般。

## 外部連結
九巴
- 九龍巴士11K線 （页面存档备份，存于）

其他
- 681巴士總站－九龍巴士11K線 （页面存档备份，存于）